# Araneus ventriosus
Araneus ventriosus là một loài nhện trong họ Araneidae.
Loài này thuộc chi Araneus. Araneus ventriosus được Arthur T. Urquhart. miêu tả năm 1891.